# Гай Антоній
Гай Антоній (*Gaius Antonius, 81 до н. е./80 до н. е. — 42 до н. е.) — політичний та військовий діяч Римської республіки, претор 44 року до н. е.

## Життєпис
Походив з впливового плебейського роду Антоніїв. Син Марка Антонія Кретіка, претора 74 року до н. е., і Юлії. У 54 році до н. е. мав намір висунути Авлу Габінію звинувачення у здирництві, але за результатами розгляду обвинувачем став Гай Меммій.
У 49 році до н. е. був легатом Гая Цезаря в Іллірику. Тут зазнав поразки від помпеянців на чолі із Марком Октавієм, був замкнений на о. Курікте (сучасний о. Крк, Хорватія) і змушений здатися. Після перемоги Цезаря при Фарсалі у 48 році до н. е. був звільнений.
Повернувшись до Риму, у 46 році до н. е. обирається народним трибуном. У 45 році до н. е. увійшов до колегії понтифіків.
У 44 році до н. е. обіймав посаду претора. Після від'їзду Марка Брута з Риму виконував обов'язки міського претора. Записав заяву Гая Октавія про прийняття спадщини Цезаря. Водночас керував Аполлоновими іграми. 28 листопада 44 року до н. е. призначений проконсулом Македонії і незабаром вирушив туди. Наприкінці грудня сенат оголосив його призначення недійсним, але Антоній відмовився скласти повноваження. Спробував об'єднати сили з Ватінієм, намісником Іллірика, для боротьби з Марком Брутом, але Брут взяв в облогу Антонія в Аполлонії, перетягнув його військо на свій бік і до середини березня 43 року до н. е. захопив його у полон.
Спочатку Гай Антоній перебував під почесним арештом, зберігаючи за собою лікторів і знаки відмінності, але після спроби підняти заколот був узятий під суворий нагляд. У 42 році до н. е.після створення другого тріумвірату і оголошення проскрипцій, Брут наказав стратити Антонія.